# Spiraeanthemum
Spiraeanthemum, biljni rod iz porodice kunonijevki raširen po zapadnopacifičkim otocima, uključujući Novu Gvineju, Solomonske Otoke, Moluke, te Queenslandu (Australija).
Postoji 19 priznatih vrsta drveća i grmova, od kojih je tipična S. samoense

## Vrste
1. Spiraeanthemum bougainvillense Hoogland
2. Spiraeanthemum brongniartianum Schltr.
3. Spiraeanthemum collinum (Hoogland) Pillon
4. Spiraeanthemum davidsonii F.Muell.
5. Spiraeanthemum densiflorum Brongn. & Gris
6. Spiraeanthemum ellipticum Vieill. ex Pamp.
7. Spiraeanthemum graeffei Seem.
8. Spiraeanthemum integrifolium Pulle
9. Spiraeanthemum katakata Seem.
10. Spiraeanthemum macgillivrayi Seem.
11. Spiraeanthemum meridionale (Hoogland) Pillon
12. Spiraeanthemum parvifolium Schltr.
13. Spiraeanthemum pedunculatum Schltr.
14. Spiraeanthemum pubescens Pamp.
15. Spiraeanthemum pulleanum Schltr.
16. Spiraeanthemum reticulatum Schltr.
17. Spiraeanthemum samoense A.Gray
18. Spiraeanthemum serratum Gillespie
19. Spiraeanthemum vitiense A.Gray

## Sinonimi
- Acsmithia Hoogland